# The Tournament
The Tournament (El gran torneo en España y La competencia en Hispanoamérica) es una película inglesa de suspense dirigida en 2009 por Scott Mann, siendo su película de debut. La idea para la producción del film vino de cuando los guionistas Jonathan Frank y Nick Rowntree asistieron a la Universidad de Teesside junto al cineasta.
El rodaje tuvo lugar entre Bulgaria, varias localidades del norte de Inglaterra y Merseyside (noroeste). Está protagonizado por Robert Carlyle, Ving Rhames, Kelly Hu, Sébastien Foucan, Liam Cunningham, Scott Adkins, Camilla Power e Ian Somerhalder.
El film contó con un presupuesto de 4 millones de libras, siendo financiada en su mayor parte por Sherezade Film Development y Storitel Production entre otras productoras. Sin embargo, la producción se vio afectada al no encontrar distribuidoras y al excederse en el presupuesto, por lo que el año del estreno fue en 2009, dos años después.

## Argumento
Cada siete años tiene lugar en alguna parte del mundo una competición en la que participan los mejores asesinos en serie del mundo. Este torneo está organizado por multimillonarios, que con el beneplácito de las agencias de seguridad apuestan por su favorito mientras que el asesino vencedor puede obtener 10 millones de libras de mano de William Randolph Hearst (Malcom Embree).
A cada participante se le introduce en la zona abdominal un diminuto rastreador que permite seguir el movimiento de los demás asesinos para gozo de los asistentes. Casualmente el aparato es un explosivo que podría detonar si en veinticuatro horas sobrevive más de uno.
La película empieza con Joshua Harlow (Ving Rhames) después de ganar la última competición, el cual es convencido para participar en la siguiente tras ser informado que el asesino de su mujer participará en el torneo. Por otro lado, Anton Bogart "El Francés" (Sébastien Foucan) consigue retirarse el dispositivo engañando así a los telespectadores después de depositarlo en una taza de café del que bebe el Padre Joseph MacAvoy (Robert Carlyle), un cura con problemas de alcoholismo que no es consciente de que su vida corre peligro hasta que se encuentra con Lai Lai Zhen (Kelly Hu), sicaria de origen china. 
Consciente de la confusión, ambos emprenden una carrera contrarreloj con el objetivo de sobrevivir, no solo a los demás competidores, sino a los dispositivos que tienen dentro.

## Reparto
- Robert Carlyle es Padre Joseph MacAvoy.
- Kelly Hu es Lai Lai Zhen.
- Ving Rhames es Joshua Harlow.
- Liam Cunningham es Mr. Powers
- Sébastien Foucan es Anton Bogart.
- Scott Adkins es Yuri Petrov.
- Ian Somerhalder es Miles Slade.
- Andy Nyman es Tech Eddie.
- Iddo Goldberg es Tech Rob.
- Craig Conway es Steve Tomko.
- John Lynch es Gene Walker.
- J.J. Perry es Montoya.
- Camilla Power es Sarah Hunter.
- Nick Rowntree es Eddy Cusack.
- Rachel Grant es Lina Sophia.
- Bashar Rahal es Asaf.
- Dustin Ingle es Bill Gaytes.
- Eric Macharia es Señor Africano de la droga.
- Malcolm Embree es William Randolph Hearst.

## Producción
El rodaje empezó en julio de 2007 por Entertainment Film Distribuitors. Las primeros días de producción tuvieron lugar en Bulgaria a partir del 11 de julio. En cuanto a la mayor parte tuvo lugar en Inglaterra, en las localidades de Manchester, Teesside y alrededores de Middlesbrough, incluyendo Newton Aycliffe y Billingham. Las escenas de los tejados fueron rodadas en Saint Helens.
Al igual que las demás películas indepenmdientes, el trabajo en esta fue arduo hasta tal punto de sobrepasar el presupuesto inicial, aunque el director y el equipo de producción consiguieron llevar a cabo el proyecto.
La película fue elegida para abrir el Scramfest Horror Film Festival celebrado en Los Ángeles en 2009.

## Recepción
Stacy Layne Wilson de Horror.com escribió una crítica positiva haciendo hincapié en el guion, calificado de "original" y al que comparó con producciones de la talla de Smokin' Aces y The Running Man. De acuerdo con sus palabras, la premisa de "acción trepidante" es digna de producciones como Crank y Shoot 'Em Up.